# Azzoni Avogadro
Gli Azzoni Avogadro (o Azzoni Avogaro, talvolta anche Azzoni) sono una famiglia nobile imparentata con la dinastia ottoniana. Al culmine del loro potere nell'XI secolo, grazie alla loro alleanza con gli imperatori del Sacro Romano Impero della dinastia ottoniana, dominarono la regione del Reno per più di un secolo. Prendono il nome da Azzo, il più potente rappresentante della dinastia. Furono conti palatini di Lotaringia, duchi di Svevia, Carinzia e Baviera, ma nonostante le loro imprese militari per conto degli imperatori germanici, gli Azzoni non riuscirono a creare un'entità territoriale separata in Lotaringia.

## Storia
Gli Azzoni Avogadro, secondo la tradizione, sarebbero imparentati con la dinastia ottoniana. 
La stirpe degli Azzoni Avogadro in Italia ebbe un ruolo cruciale nel governo del comune di Treviso, in particolare con Alteniero III, ucciso da Guglielmo III da Camposampiero durante una congiura organizzata da Guecello Tempesta (5 gennaio 1327).
Con l'avvento della Repubblica di Venezia venne istituito il Consiglio nobile trevigiano (1388) e gli Azzoni vi vennero compresi subito. Il 29 marzo del 1389 il vescovo Nicolò Beruti, su raccomandazione del defunto doge Andrea Contarini, nominò Alteniero di Rizzolino e i suoi discendenti avogari, cioè amministratori dei beni diocesani: di qui l'aggiunta dell'appellativo "Avogadro" o "Avogaro" al cognome e la concessione di un feudo esteso tra Noale, Trebaseleghe, Zeminiana, Briana, Mazzacavallo e Stigliano. Questi possedimenti furono riconosciuti, assieme al titolo comitale, anche dal governo veneziano il 4 maggio 1764.
Tutti i titoli della famiglia furono riconosciuti dal governo austriaco con le SS. RR. 1º agosto e 10 ottobre 1819 e dal governo italiano con il D. M. 8 ottobre 1897.
Alla famiglia Azzoni Avogadro è altresì attribuita la realizzazione del palazzo gotico che si trova nel centro storico di Treviso, denominato Ca' dei Ricchi.

## Membri illustri
- Gli Azzoni compaiono nei documenti nel 866 con Erenfried I. Sebbene forse ebbe antenati carolingi, gli storici favoriscono una discendenza dagli antichi re dei Turingi. L'ascesa politica della dinastia è storicamente evidente dal numero di contee acquisite nella seconda metà del X secolo.
  - Erenfried I (866-904), conte di Bliesgau, Keldachgau, Bonngau e du Charmois. Sposò Aldegonda di Borgogna (860-902), figlia di Corrado II, conte di Borgogna Transgiurana e conte di Auxerre, e di Giuditta del Friuli. Essi ebbero tre figli:
    - Eberardo I, conte a Bonngau, Keldachgau e Zulpichgau. Egli ebbe tre figli:
      - Ermanno I, conte di Auelgau (922/48), che ebbe due figli:
        - Eberardo II, conte di Auelgau († 966);
        - Goffredo, conte di Auelgau (966/70).

      - Erenfried II, conte di Zülpichgau (942), Keldachgau, Bonngau (945), Hattuariergau (947), Tubalgau (948) e Hubbelrath (950); conte anche della contea belga di Huy, visdomino dell'abbazia di Stavelot. Sposò Richwara di Zulpichgau († 10 luglio 963) ed essi ebbero:
        - Ermanno I, conte palatino di Lorena (vedi sotto);
        - Richwara di Zulpichgau (nato 940, † 980), che sposò Leopoldo I di Babenberg, margravio della Marca Orientale;
        - Erenfried, abate di Gorze (999).

      - Teodorico, conte di Drente e di Salland, conte di Hamaland († prima del 964). Sposò Amalrada di Hamaland;

    - Ermanno I, arcivescovo di Colonia dall'890 al 924, e cancelliere del re Sventibaldo di Lotaringia;
    - Ermenfried.
- Alteniero III degli Azzoni, politico
- Alteniero V degli Azzoni, militare
- Girolamo degli Azzoni Avogaro (1467 – 1519), letterato
- Guglielmo degli Azzoni Avogaro (1579 - 1669), militare
- Rambaldo degli Azzoni Avogaro (1716 – 1790), storico

## Proprietà
- Palazzo Azzoni Avogadro a Padova.
- Villa Tacchi, Azzoni Avogadro, Fagan (XVIII secolo) a Quinto Vicentino[6].
- Villa Sole, Avogadro degli Azzoni (XVIII secolo) a La Rotta, Pontedera.
- Villa Avogadro degli Azzoni (XVIII secolo) a Maerne di Martellago[7].
- Villa Onigo, Calergi Grimani, Avogadro degli Azzoni (XVI secolo) a Lanzago di Silea; realizzata dai Corner e passata poi ad altri proprietari, fu acquistata dagli Azzoni nel 1639[8].
- Casa Avogadro degli Azzoni, Daminato (XVII secolo) a Castello di Godego[9].
- Villa Riccati, Avogadro degli Azzoni (XVIII secolo) a Castelfranco Veneto[10].
- Villa Barbarella, Avogadro degli Azzoni (XVIII secolo) a Castelfranco Veneto[11].
- Villa Crico, Avogadro degli Azzoni (XVII secolo) a Bivai di Santa Giustina[12].
- Villa Avogadro degli Azzoni, detta "Seravella" (XIX secolo) a Cesiomaggiore; fu costruita dagli Azzoni Avogadro ai primi dell'Ottocento, ma la famiglia aveva proprietà nella zona sin dal 1646[13].